# 819

## مواليد
- ابن طيفور

## وفيات
- خزيمة بن خازم
- أبو داود الطيالسي
- ابن السائب الكلبي
- عام 819 هـ الموافق حوالي 1416 م توفي قاضي قضاة مصر ناصر الدين بن محمد العديم.[1][2]